# 크리스토퍼 데넘
크리스토퍼 데넘(Christopher Denham)은 미국의 배우, 영화 각본가, 영화 감독이다.

## 작품 목록

### 영화 출연
- 헤드스페이스 (2005)
- 찰리 윌슨의 전쟁 (2007)
- 더블 스파이 (2009)
- 셔터 아일랜드 (2010) - 피터 브린 역
- 캠프 헬 (2010) - 크리스천 역
- Restive (2011) - 로트 역
- 사운드 오브 마이 보이스 (2011, Sound of My Voice) - 피터 에이킨 역
- 엔터 노웨어 (2011, Enter Nowhere) - 케빈 역
- 아르고 (2012) - 마크 라이첵 역
- Forgetting the Girl (2012)
- 더 베이 (2012)
- 머니 몬스터 (2016) - 론 스프레처 역
- 카메라 옵스큐라 (2017)
- 아마란스: 가장 완벽한 낙원 (2018, The Amaranth)
- 유전: 더 제네시스 (2018, Fast Color) - 빌 역
- 리카르도 가족으로 산다는 것 (2021)
- 오펜하이머 (2023) - 클라우스 푹스 역
- 도그맨 (2023) - 에커먼 역

### 영화 연출
- 프리저베이션 (2014)

### 영화 각본
- 에어리어 51 (2015)